# ヴィルヘルム・ベーア

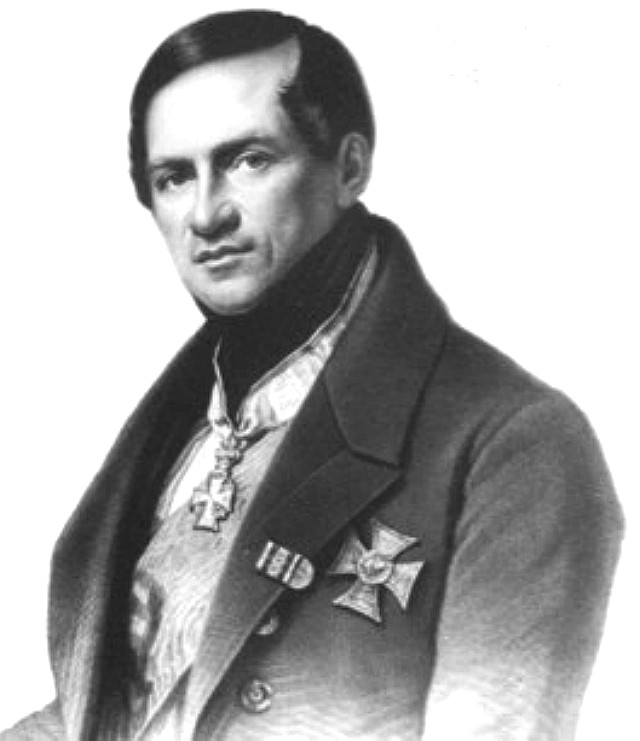
ヴィルヘルム・ベーア

ヴィルヘルム・ヴォルフ・ベーア（Wilhelm Wolff Beer, 1797年1月14日 - 1850年3月27日）は、ドイツのベルリン出身の銀行家・アマチュア天文学者。作曲家ジャコモ・マイアベーア(本名:ヤーコプ・リープマン・ベーア)の弟。ユダヤ系。

## 天文学の業績
ベーアの主たる業績である天文学は、最初は趣味として始められたものであった。ベーアはベルリンのティーアガルテンに、9.5cm屈折望遠鏡を備えた私設の天文台を建設した。ベーアはヨハン・ハインリッヒ・メドラーとともに、1834年から1836年にかけて世界最初の精密な月面図を作成し、1837年には月に関する論文"Der Mond"を刊行した。これらの著作は、月に関する最も詳細な文献として評価を受け、数十年以上にわたって多くの研究者から参照された。
1830年、ベーアとメドラーは世界最初の火星儀を製作した。1835年には土星の衛星の軌道を計算し、1839年には火星の地図を製作し、火星の自転周期を24時間37分22秒7と計算した。この数値は、実際の火星の自転周期とわずか0.1秒しか違わず、非常に精度の高いものであった。

## その他の業績
ベーアは様々な分野で才能を発揮した。趣味の天文学に加え、プロイセン王国での鉄道システムの構築にも協力した。1840年からは作家・政治家としても活躍し、1849年にはプロイセン王国の最初の議会議員に選出された。

## 献名
ベーアの名前は、火星儀を製作した際に、ベーアのスポンサーによって火星にあるクレーターに付けられた。また1896年には、ベーアの功績を称えて、月のクレーターにもその名が付けられた。小惑星(1896)ベーアにも命名されている。